# Sjeverni betsimisaraka malagaški jezik
Sjeverni betsimisaraka malgaški jezik (ISO 639-3: bmm), jezik baritske (velikobaritske) skupine malajsko-polinezijskih jezika, kojim govori 1 000 000 ljudi (2006 SIL) na Madagaskaru u provinciji Toamasina u distriktima Mananara Avaratra, Soanierana-Ivongo, Fenoarivo Antsinana, Vavatenina i Toamasina.
Jedan je od deset individualnih jezika od kojih se sastoji malgaški makrojezik [mlg].

## Vanjske poveznice
- Ethnologue (14th)
- Ethnologue (15th)